# Trung ma hoàng
Ephedra intermedia là một loài thực vật hạt trần trong họ Ephedraceae. Loài này được Schrenk & C.A.Mey. mô tả khoa học đầu tiên năm 1846.